# Acontia disrupta
Acontia disrupta là một loài bướm đêm trong họ Noctuidae.